# Підкоморський суд
Підкоморський суд — становий шляхетський суд у Правобережній Україні для розгляду межових земельних справ. Встановлений за Литовським статутом 1566. Справи в цьому суді вирішував один суддя — підкоморій, який спочатку призначався великим князем, а з 1588 шляхта повіту обирала чотирьох кандидатів на цю посаду, з яких великий князь призначав підкоморія. Припинив свою діяльність після входження України в державно-адміністративну систему Російської імперії. У 1763 за судовою реформою, що її провів гетьман К.Розумовський, підкоморський суд створено в Лівобережній Україні. Його обирали на території полку землевласники і полкова старшина. До складу суду довічно входили підкоморій, коморник і писар. У 1783 підкоморські суди було ліквідовано, а в 1796 знову відновлено. З 1834 підкоморський суд діяв під назвою межового до його остаточної ліквідації в 1840.

## Історія
Комісарський суд — різновид суду у Великому князівстві Литовському, що був запроваджений у 15 ст. Створювався для вирішення окремих справ (переважно про межові спори, істина яких могла бути встановлена лише на місці), після їх завершення розпускався. Складався з великокняжих комісарів (ними могли бути світські або духовні урядовці, а в справах городян — міські радники). Від 1566 займався лише справами про межі між великокняжими та шляхетськими маєтками і про викуп застави великокняжих маєтків. Ухвала комісарського суду підлягала затвердженню великим князем.
На діяльність комісарських судів було подібним судочинство в Гетьманщині при розгляді ґрунтових або межових спорів. Генеральний військовий суд надсилав на місце спору комісарів — межових суддів, які вирішували спір на місці або, дослідивши справу, передавали її на вирішення Генерального військового суду. Межових суддів (комісарів) призначав Генеральний військовий суд або сам гетьман з-поміж членів козацької старшини. На рішення комісарів можна було подати апеляцію до того суду, до якого вони належали. Генеральний військовий суд згодом перестав посилати комісарів на спірні ґрунтові справи і почав їх розглядати сам. Після судової реформи 1760–63 ґрунтові справи стали розглядати підкоморські суди.